# Actinernus
Actinernus is een geslacht van zeeanemonen uit de klasse van de Anthozoa (bloemdieren).

## Soorten
- Actinernus elongatus (Hertwig, 1882)
- Actinernus michaelsarsi Carlgren, 1918
- Actinernus nobilis Verrill, 1879
- Actinernus robustus (Hertwig, 1882)